# Proctolyra flavolineata
Proctolyra flavolineata är en insektsart som beskrevs av Bo Tjeder 1992. Proctolyra flavolineata ingår i släktet Proctolyra och familjen fjärilsländor. Inga underarter finns listade i Catalogue of Life.